# La Yesca
La Yesca é um município do estado do Nayarit, no México.